# Yangcheng (socken i Kina, Henan)
Yangcheng (kinesiska: 阳城, 阳城乡) är en socken i Kina. Den ligger i provinsen Henan, i den centrala delen av landet, omkring 42 kilometer nordväst om provinshuvudstaden Zhengzhou. Antalet invånare är 12 346. Befolkningen består av 5 736 kvinnor och 6 610 män. Barn under 15 år utgör 22,0 %, vuxna 15-64 år 65 %, och äldre över 65 år 11,0 %.
Genomsnittlig årsnederbörd är 638 millimeter. Den regnigaste månaden är juli, med i genomsnitt 164 mm nederbörd, och den torraste är december, med 4 mm nederbörd.